# Semixestoleberis
Semixestoleberis is een geslacht van kreeftachtigen uit de klasse van de Ostracoda (mosselkreeftjes).

## Soorten
- Semixestoleberis debueni Hartmann, 1962
- Semixestoleberis taiaroaensis Swanson, 1979